# フロイデンタール
フロイデンタール（ドイツ語: Freudental）は、ドイツ連邦共和国バーデン＝ヴュルテンベルク州ルートヴィヒスブルク郡に属す町村（以下、本項では便宜上「町」と記述する）である。この町は、シュトゥットガルト地域（1992年まではミットレラー・ネッカー地域）およびシュトゥットガルト大都市圏に含まれる。この町にはフロイデンタールの他に地区はない。

## 地理

### 位置
フロイデンタールは、シュトロムベルク東端のネッカー盆地への移行部、エンツ川最下流部左岸の支流シュタインバッハ川の谷の、海抜 275 - 310 m に位置している。最寄りの大きな都市は、南東約 16 km の郡庁所在地ルートヴィヒスブルクや北東約 19 km のハイルブロンである。

### 隣接する市町村
フロイデンタールは、北はベニヒハイム、北東はエルリヒハイム、南東はレヒガウ、南西はザクセンハイムと境を接している。これらの市町村はいずれもルートヴィヒスブルク郡に属す。

### 土地利用
| 土地用途別面積     | 面積 (km2) | 占有率 |
| ------------------ | ---------- | ------ |
| 住宅地および空き地 | 0.38       | 12.4 % |
| 産業用地           | 0.03       | 1.1 %  |
| レジャー用地       | 0.09       | 3.0 %  |
| 交通用地           | 0.18       | 6.0 %  |
| 農業用地           | 1.32       | 43.0 % |
| 森林               | 0.97       | 31.7 % |
| 水域               | 0.02       | 0.5 %  |
| その他の用地       | 0.08       | 2.3 %  |
| 合計               | 3.07       |        |

州統計局の2018年12月31日現在のデータによる。

## 歴史

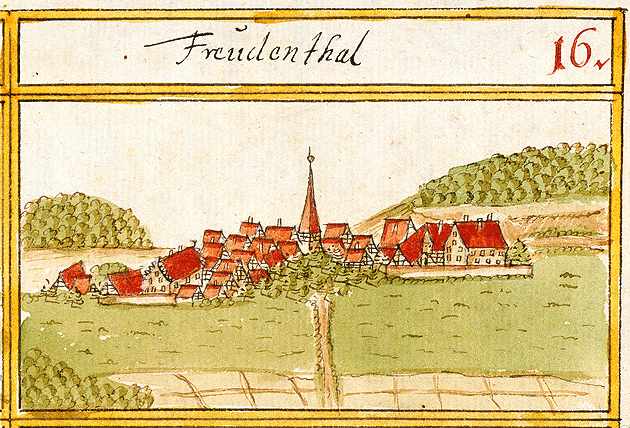
1648年頃にアンドレアス・キーザーによって描かれたフロイデンタール

フロイデンタールは、1304年にエスリンゲン・アム・ネッカーのシュピタール（病院）の土地台帳に初めて記録されている。ビシンゲンやレヒガウと同様、バーデン辺境伯領に属したが、1504年のバイエルン継承戦争でヴュルテンベルク公ウルリヒの所有となり、ベージヒハイムのフォークト（代官）コンラート・シェンク・フォン・ヴィンターシュテッテンがこれを治めた。領主権（1590/92年から1685年までシャフェリツキー・フォン・ムカデル家）が入れ替わり分割された後、1685年にこれらの集落はすべて再びヴュルテンベルク公フリードリヒ・カールの所有となったが、フロイデンタールはすぐにまた売却された。1710年にギーベルシュタット男爵ゴットロープ・ツォーベルが相続人としてこの集落の所有者となった。この相続領は1727年に、公爵の愛人ヴィルヘルミーネ・フォン・ヴュルベンにまたもや売却された。1731年にエーバーハルト・ルートヴィヒ公と別れた後、公爵は協定によりこの村を得た。しかしこの村はヴュルテンベルク公領に併合されず、ヴュルテンベルク官房行政府の官有地となった。ヴュルテンベルク王国の成立に伴い、1806年にフロイデンタールは初めてオーバーアムト・ビーティヒハイムに編入され、次いで1810年にオーバーアムト・ベジヒハイムに移管された。1938年にヴュルテンベルクのオーバーアムトが廃止され、フロイデンタールはルートヴィヒスブルク郡の一部となった。

## 住民

### 人口推移
各時点の町域における人口を示す。数値は推定値、人口調査結果 (*)、バーデン＝ヴュルテンベルク州統計局の公的研究結果に基づいている。

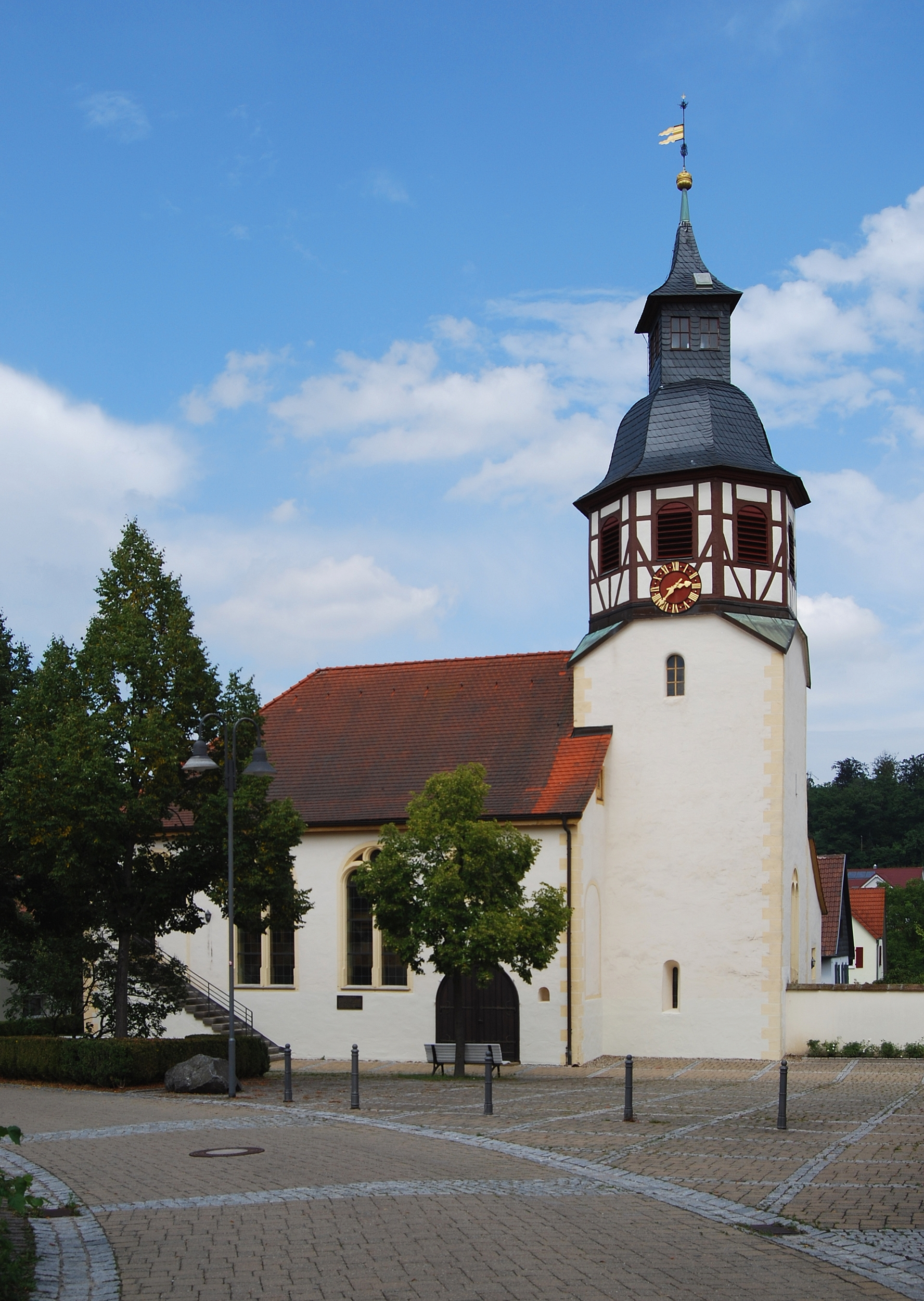
フロイデンタールの福音主義教会

| 時期            | 人口（人） |
| --------------- | ---------- |
| 1871年12月1日 * | 774        |
| 1880年12月1日 * | 786        |
| 1890年12月1日 * | 737        |
| 1900年12月1日 * | 628        |
| 1910年12月1日 * | 556        |
| 1925年6月16日 * | 606        |
| 1933年6月16日 * | 598        |
| 1939年5月17日 * | 565        |
| 1950年9月13日 * | 835        |
| 1961年6月6日 *  | 955        |

| 時期            | 人口（人） |
| --------------- | ---------- |
| 1970年5月27日 * | 1,412      |
| 1980年12月31日  | 1,940      |
| 1987年5月25日 * | 2,076      |
| 1990年12月31日  | 2,089      |
| 1995年12月31日  | 2,380      |
| 2000年12月31日  | 2,390      |
| 2005年12月31日  | 2,399      |
| 2010年12月31日  | 2,430      |
| 2015年12月31日  | 2,440      |

### 宗教
フロイデンタールは、宗教改革以後福音主義が根付いている。現在もこの町は福音主義の町である。これに加えて、小さな新使徒教会のコミュニティが存在する。カトリック信者はベジヒハイムのローマ＝カトリック教会組織に属している。
フロイデンタール・ユダヤ教会は、18世紀前半に発足し、19世紀半ばには町の住民の 40 % 以上が属していた。フロイデンタールは1832年からフロイデンタール・ラビ管区の本部所在地であった。ユダヤ人コミュニティは、他のユダヤ地方教会と同様に、19世紀末頃から衰退し、それに続く国家社会主義時代のユダヤ人排斥によって消滅した。かつて重要であったこの組織の遺構としては、1770年に建設されたシナゴーグと、これに隣接する1723年からユダヤ人6家族が住んでいたユーデンシュレスレ（直訳: ユダヤ人の小城）、ユダヤ人墓地（ベニヒハイムの市域内）がある。迫害され、殺害されたユダヤ人住民を追悼する記念プレートが城館近くに掲げられている。シュトロムベルク通りの両端に1988年から設けられた記念プレートは、何世紀もの間ユダヤ人街で1933年まで「ユーデンガッセ」（ユダヤ人通り）と呼ばれていたことが記されている。

## 行政

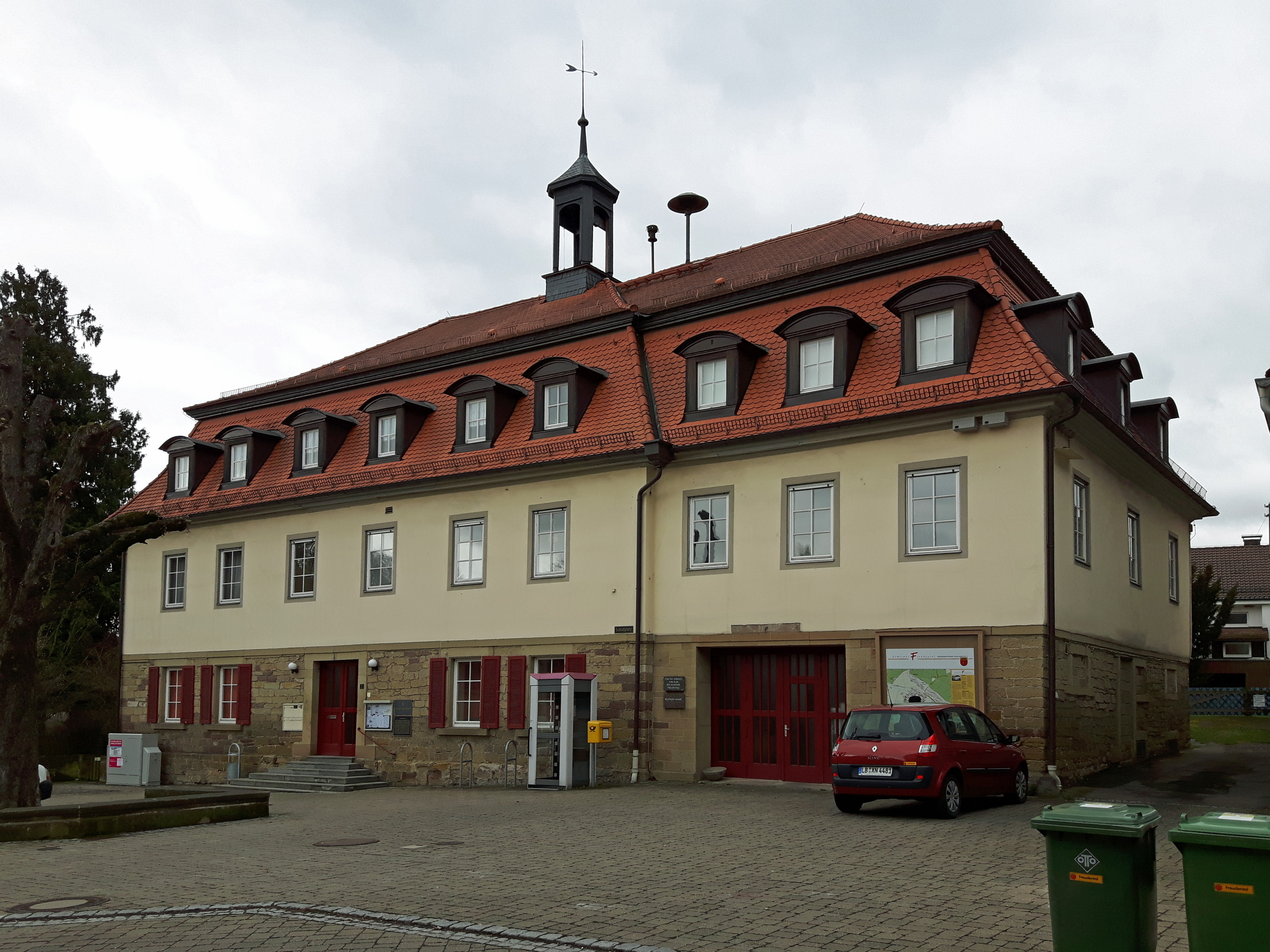
フロイデンタールの町役場

### 議会
フロイデンタールの町議会議員は12議席である。町議会はこれらの選出された名誉職の議員と、議長を務める町長で構成される。町長は町議会において投票権を有している。

### 紋章と旗
頂部は金地でその中に黒いシカの角。主部は赤地で金色の「F」の文字が書かれている。フロイデンタールは、1980年10月9日に黒 - 黄の配色の町の旗を認可された。しかし実際にこの町は赤 - 黄の配色の旗を用いている。

### 姉妹自治体
- ボイヒャ（ドイツ、ザクセン州）ブランディス市に併合された。

## 文化と見所

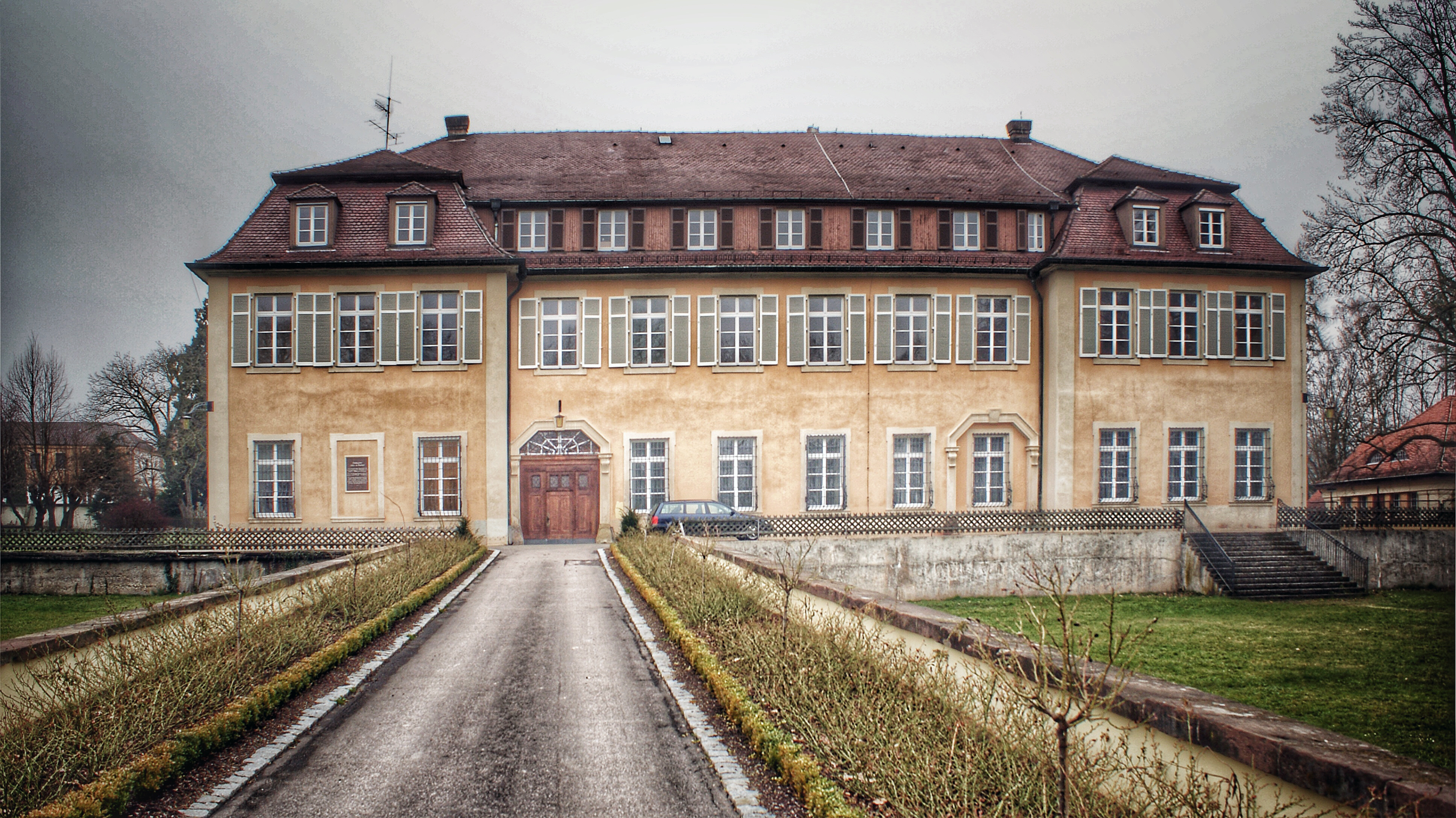
グレーヴェニツシェ城

- グレーヴェニツシェ城（またはフロイデンタール城）は1729年にヴィルヘルミーネ・フォン・グレーヴェニッツ（ドイツ語版、英語版）のために、パオロ・レッティによって建設された[6]。1816年に増築されたこの城館は1903年までヴュルテンベルクの官房行政局が利用し、その後病院、サナトリウム、老人ホームとして利用された。広大な城館庭園を含めこの施設は2007年から個人の所有となり、立ち入ることができない。
- 福音主義教会は、古いマリエン礼拝堂を起源とし、1686年に現在の姿になった。この教会には 13世紀に鋳造された鐘がある。この鐘はルートヴィヒスブルク郡で最も古い鐘の1つに数えられる。
- 町内には、かつて領主が所有していた建物がいくつかある。モイゼ塔は町の中心にあった城館の遺構で、19世紀半ばまで村の拘置所として利用された。いわゆるユーデンシュレスレは、1614年に村の高台に建つ城館の奉公人棟として建設され、1723年からユダヤ人家族が住んだ。
- かつてオーベーレ・シュロスの敷地に1770年に建設されたシナゴーグは、ルートヴィヒスブルク郡に現存する唯一のシナゴーグである。
- ユダヤ人墓地は1811年から1970年まで埋葬に用いられていた。それ以前は、アレーンフェルトのユダヤ人墓地が、ユダヤ人コミュニティの埋葬所であった。
- ベニヒハイムの市域にあるアルター塔は、平らな石で築かれた円形の建物で、ヴュルテンベルク王が狩りの拠点として利用した。

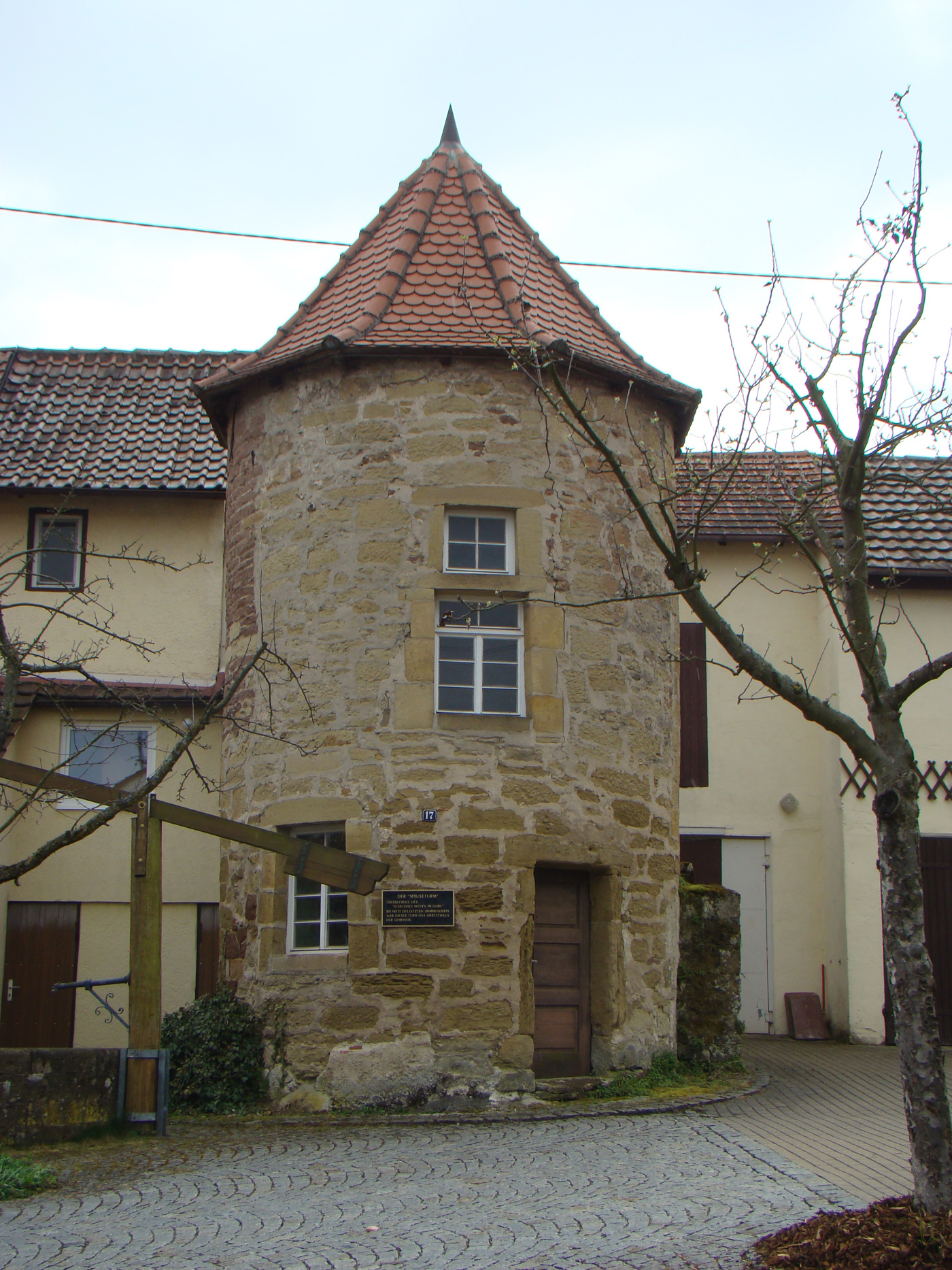
モイゼ塔
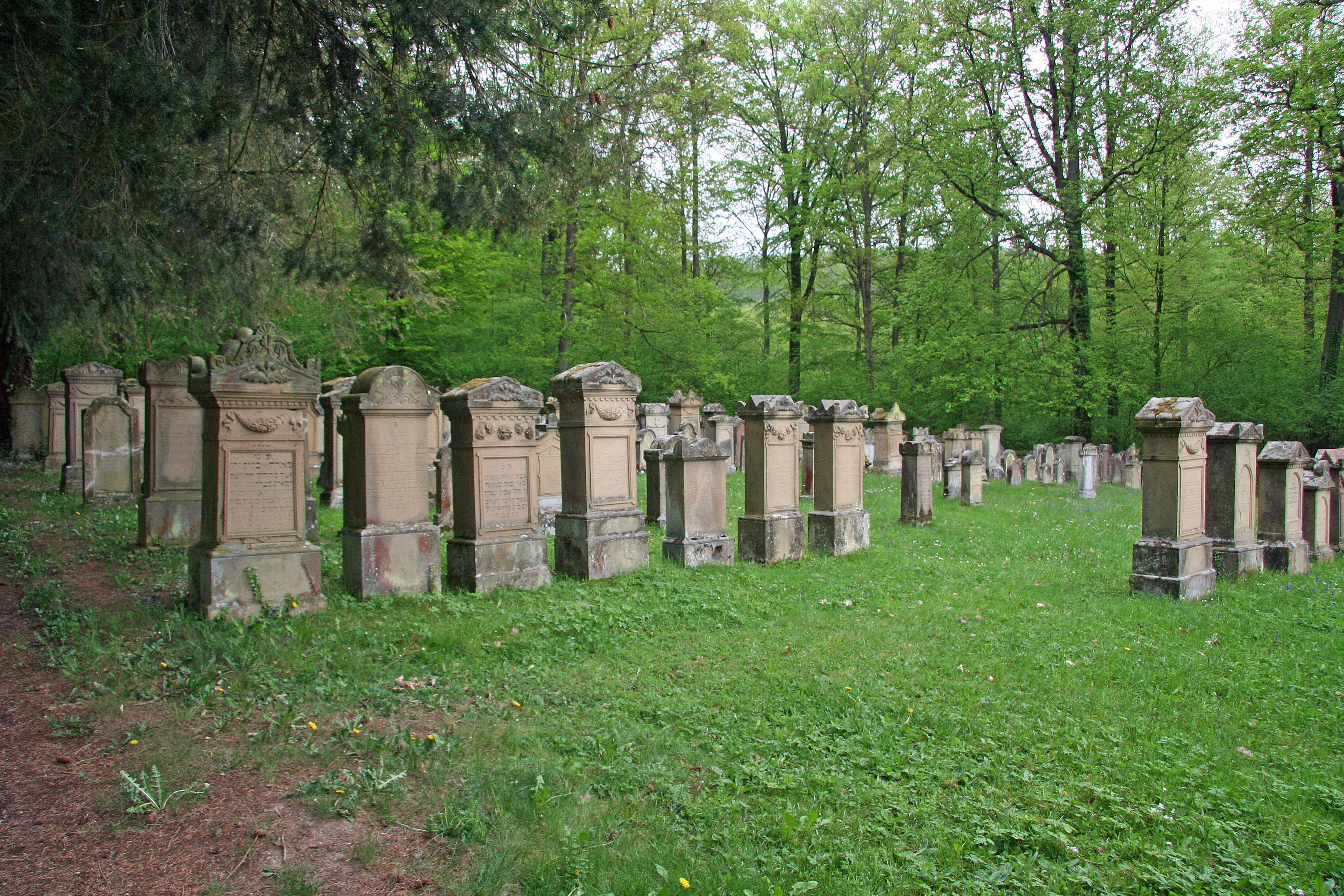
ユダヤ人墓地
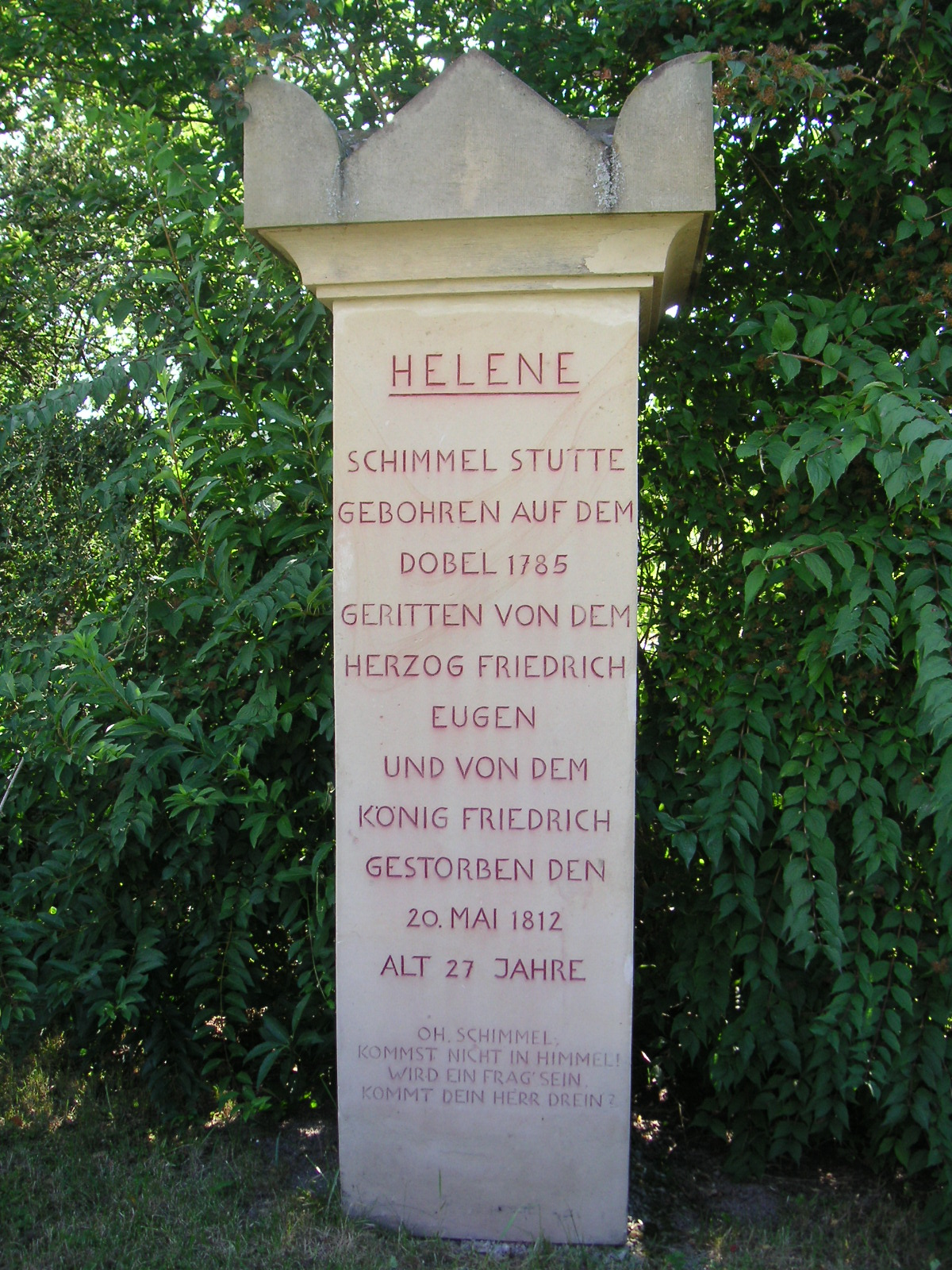
シュトゥーデン記念碑

### 記念碑
シュトゥーテン記念碑と呼ばれているのは、ヴュルテンベルク王フリードリヒの愛馬へレーネ号の墓石である。これは町の西部、シュトゥーテンヴェーク沿いにある。
フロイデンタールでは、2017年10月6日に初めて、芸術家グンター・デムニヒによるストルパーシュタイン（躓きの石）が初めて設置された。プフォルツハイマー通り25番地の建物前の歩道に埋設されたこの小さな真鍮製のプレートは、ここで里子として暮らしていたアルベルト・エルンスト・グライナーを記念するものである。仕事中の事故で重い障害を負ったグライナーは、1940年6月にヴュルテンベルクのヴァイセナウ療養所に移され、同年12月5日にT4-安楽死作戦に基づきグラーフェネック安楽死施設で国家社会主義者によって殺害された。

## 経済と社会資本
町の面積が非常に狭いため、農業が支配的な地位を占めたことは一度もなかった。2005年現在も、主にワイン造りを営む専業農家が1軒と、兼業農家が数軒あるだけである。フロイデンタールは、職人と日雇い労働者の村であったが、第二次世界大戦以後、住宅地として発展した。

### ワイン造り
フロイデンタールは、ヴュルテンベルク・ワイン地区のヴュルテンベルク・ウンターラント地域シュトロムベルク大地区に属すワインの産地で、ヴュルテンベルク・ワイン街道沿いに位置している。

### 公共施設
郡立クレーブラット養護ホームの老人・養護ホームがある。

### 教育
フロイデンタールには、幼稚園 2園と基礎課程学校 1校がある。最寄りの本課程学校はレヒガウに、その他の上級の学校はベージヒハイムとベニヒハイムにある。

### ライフライン
この町の電力網は EnBW レギオナル AG が運営している。天然ガスの供給は行われていない。ヴォルフスベルク地区とガルゲネッカー地区では、液化ガスの供給が行われている。フロイデンタール町は2005年まで飲料水の完全な自給自足を行っていたが、2006年からフロイデンタールの水とボーデン湖の水を混合している。上水道は、地元の水 70 %　にボーデン湖水供給会社からの水 30 % の比率である。塵芥処理は、ルートヴィヒスブルク郡の 100 % 子会社のルートヴィヒスブルク郡塵芥処理会社 (AVL) が行っている。AVLは、ルートヴィヒスブルク郡の委託を受けてゴミの削減、再利用、廃棄といった処理を行っている。

### 交通網
フロイデンタールは、3つのバス停留所によってシュトゥットガルト交通・運賃連盟と結ばれている。さらに、ハイルブロナー・ホーエンローアー・ハラー近郊交通との共同運行のクレーブロン行きバス路線がある。最寄りの鉄道の駅は、ベジヒハイム駅とビーティヒハイム＝ビシンゲン駅で、後者はシュトゥットガルトSバーンおよびカールスルーエ・シュタットバーンに直接接続している。

## 人物

### 出身者
- フリーデリケ・カンプター（ドイツ語版、英語版）（1979年 - ）女優

## 参考図書
- Königl. Statist.-Topograph. Bureau, ed (1962). Beschreibung des Oberamts Besigheim. Die württembergischen Oberamtsbeschreibungen von 1824–1886; 32. Stuttgart 1853. Magstadt: Nachdruck durch Bissinger. ISBN 3-7644-0031-5